# ポール・バンクス
ポール・バンクス（Paul Julian Banks、1978年5月3日 - ）は、アメリカ合衆国の歌手。ロックバンド「インターポール」のボーカリスト。

## 来歴
イングランドのエセックス州で生まれ、3歳でミシガン州へ移住した。その後スペインへ渡り、マドリードのアメリカン・スクールに通う。さらに家族はメキシコへ引っ越し、メキシコのアメリカン・スクールへも通った。よって、バンクスはスペイン語をスペイン・アクセントとメキシコ・アクセント両方で喋ることができる。高校卒業後はニューヨーク大学に入学、英語学と比較文学を学んだ。

## 人物・エピソード
- ジョイ・ディヴィジョンのイアン・カーティスと比較される。
- 10歳ほど年上のスーパーモデル、ヘレナ・クリステンセンと交際中である。